# Orchard Hill (Anglia)
Orchard Hill – osada w Anglii, w Devon, w dystrykcie Torridge. Leży 73,4 km od miasta Plymouth, 58,5 km od miasta Exeter i 292,5 km od Londynu. W 2011 roku dzielnica liczyła 1706 mieszkańców.